# Poniklá
Poniklá é uma comuna checa localizada na região de Liberec, distrito de Semily.